# DJ Taucher
Ralph-Armand Beck (Bischofsheim, 20 de febrero de 1966) también conocido profesionalmente como DJ Taucher (palabra alemana para denominar un buceador), es un disk-jockey alemán de música trance.
Su nombre artístico surgiría en el año 1991 cuando ingresó a la discoteca Omen (Fráncfort del Meno) vestido con un traje de buzo.Posteriormente saltaría a la fama como productor por primera vez en el año 1998, gracias a su remix del éxito "Ayla" de DJ Tandu, esto le abriría las puertas dentro de la escena.

## Discografía[4]

### Álbumes de estudio
- 1996 - Return To Atlantis
- 2001 - Ebbe & Flut
- 2009 - Adult Music
- 2018 - Faces (with Tandu)

### Sencillos y Colaboraciones
- 1993 – Atlantis
- 1994 - Fantasy
- 1995 - infinity
- 1996 - Waters
- 1996 - Miracle
- 1997 - Together (with Talla 2XLC)
- 1998 - Reach Out (with Mario De Bellis)
- 1999 - Bizarre/Child Of The Universe (Sanvean)
- 1999 - Nightshift (with Talla 2XLC)
- 2000 - Science Fiction
- 2000 - Pictures Of a Gallery
- 2002 - Millenium Bitch
- 2008 - Can't Wait (with Shane) (Part 1+2)
- 2009 - Just Like You (Part 1+2)
- 2009 - Mach Dich Mal Locker
- 2009 - Paris
- 2009 - Flow
- 2012 - The Rise Of The Phoenix (with Talla 2XLC)
- 2015 - Kings & Queens (with York & Ayla)
- 2015 - Free Yourself (with York & Ayla feat. Juno Im Park)
- 2018 - Skyarium (with Roger Shah)
- 2018 - Atlantis 2018 (with DJ Jo)
- 2018 - Konnection (with George Acosta)
- 2018 - Child Of The Universe 2018
- 2019 - Electric Dreams (with Talla 2XLC)
- 2020 - Berlin
- 2023 - Infinity (Patrik Humann Remix)
- 2023 - Rainbow
- 2024 - Atlantis (2024 York (aka. Torsten Stenzel) rework)

### En vinilo y en 12 pulgadas
- 2003 - Patrick Scott & Taucher – Torched / Inexorable Lust
- 2003 - The More You Work The Better You Get
- 2004 - Taucher & Tandu Pres. Tantau – Mansonate
- 2004 - Taucher & Marc Vision Pres. ViTa – ViTa
- 2005 - Taucher & Zigon – Cuba Libre

### Remix
- 1996 - Scooter - I'm Raving (Taucher Remix)
- 1997 - Ayla - Ayla (DJ Taucher Remix)
- 1997 - Sosa - The Wave (DJ Taucher Remix)
- 1997 - Plastic - Addicted (DJ Taucher Remix)
- 1997 - Legend B. – Lost In Love '97 (Taucher Remix)
- 1998 - Faithless - God is a DJ (Taucher Remix)
- 1998 - Blank & Jones - Flying To The Moon (Taucher Remix)
- 1998 - T2 - 8:15 To Nowhere (DJ Taucher Remix)
- 1999 - DJ Hitch Hiker Pres. Lunatic Asylum – Meltdown 2000 (DJ Taucher Remix)
- 1999 - Praga Khan - Injected With A Poison (DJ Taucher Mix)
- 2000 - Trance Allstars - Ready To Flow (Taucher Club Mix)
- 2001 - York - Yesterday (Taucher Remix)
- 2003 - RMB - Your Love Is An Ocean (Taucher's Tribe Remix)